# 張霈霖
張霈霖（又名張阿霖），為廣東香山人。

## 生平
張霈霖少時從鄉間遷居澳門，後往香港發展。之後，其於灣仔開設裕成麵包店。
1875年1月15日，發生了毒麵包事件，張霈霖經審訊後獲判無罪釋放，但被港府及當時的洋人驅逐出境。之後，張返回澳門宏泰號販賣洋貨。1882年，張霈霖到越南發揮發展，並一舉成為當地知名商人。